# Aloe saundersiae
Aloe saundersiae là một loài thực vật có hoa trong họ Măng tây. Loài này được (Reynolds) Reynolds mô tả khoa học đầu tiên năm 1947.